# Dolní Kralovice
Dolní Kralovice là một làng thuộc huyện Benešov, vùng Středočeský, Cộng hòa Séc.